# Safia stylobata
Safia stylobata är en fjärilsart som beskrevs av Harvey 1876. Safia stylobata ingår i släktet Safia och familjen nattflyn. Inga underarter finns listade.